# Christian Hee Hwass
Christian Hee Hwass (Danimarca, 1731 – 1803) è stato un naturalista danese, e concologo.

## Biografia
Christian Hee Hwass è stato un malacologo e naturalista, nativo della Danimarca, che ha vissuto in Francia, ricordato per i suoi lavori sulla concologia.
Anche se nato in Danimarca, Hwass realizzò i più importanti lavori in Francia. Si trasferì a Parigi nel 1780, e poi a Auteuil (1794). In Francia ha collaborato coi famosi scienziati Jean-Baptiste de Lamarck (1744–1829) e Heinrich Christian Friedrich Schumacher (1757–1830), un collega danese di un viaggio di studio a Parigi nel 1780.
Hwass è ricordato per la sua grande collezione di conchiglie che comprendeva numerosi esemplari rari. Molti scienziati europei hanno usato questa collezione come lavoro di riferimento per le loro pubblicazioni personali.

## Opere
La sua più famosa opera scritta è stata nel 1792 una pubblicazione nella Encyclopédie Méthodique di Charles-Joseph Panckoucke. Anche se il suo amico Jean-Guillaume Bruguière (1750-1798) è spesso accreditato come autore di questa sezione dell'enciclopedia, la maggior parte del lavoro è stato fatto da Hwass.